# Васильєв Ігор Олексійович
Ігор Олексійович Васильєв (рос. Васильев Игорь Алексеевич, 20 травня 1938, Москва, РРФСР, СРСР — 23 грудня 2007, Москва, Росія) — радянський і російський актор театру і кіно, театральний режисер. Заслужений артист РРФСР (1984). Кавалер Ордена Дружби (23.10.1998, в зв'язку з 100-річчям МХАТ). Народний артист Російської Федерації (2003).

## Біографічні відомості
Закінчив Школу-студію МХАТ (1961, курс О. Карева), Вищі Курси сценаристів і режисерів (1973).
З 1961 року — актор і режисер МХАТ (у 1963—1970 рр. — актор театру «Современник»).
В кіно — з 1963 року. Популярний актор кіно 70-х — 80-х років, зіграв більше 50 разноплоанових ролей. Завдяки „нерадянській“ зовнішності, часто грав іноземців, військових, розвідників, дворян. Найбільшу популярність актору принесли ролі у фільмах «Варіант „Омега“» (1975, майор Шлоссер), «Трактир на П'ятницькій» (1978) і «Заповіт професора Доуеля» (1984, доктор Роберт Корн).
Знімався в картинах українських кіностудій: «Довгий шлях у лабіринті» (1981), «Повернення з орбіти» (1983), «Постріл у труні» (1992), «Браві хлопці» (1993), «Бабин Яр» (2002). 
Похований на Троєкуровському кладовищі Москви, ділянка №7а.
Родина
- Однією з дружин була актриса Ірина Мірошниченко (в шлюбі 1975—1980).

## Фільмографія
- «Інтерв'ю у весни» (1962, фільм-спектакль, гімнаст Тибул; сцена з вистави «Три товстуни»)
- «Місто — одна вулиця» (1963, Сенечка)
- «Будується міст» (1965, Саша Малашкін)
- «Не найвдаліший день» (1967, відвідувач кафе)
- «Чекайте на мій дзвінок» (1969, фільм-спектакль, француз)
- «Вбивці» (1969, фільм-спектакль)
- «Удар рога» (1969, фільм-спектакль)
- «Служити добру» (1970, фільм-спектакль)
- «Гойя, або Тяжкий шлях пізнання» (1971, Сан Адріан)
- «Інженер Прончатов» (1972, Олег Олегович Прончатов)
- «Минуле і думи» (1973, Малинов, читець (сторінки повісті «Сорока-злодійка», роману «Хто винен?»)
- «Єдина дорога» (1974, Еріх Гюнтер)
- «Варіант „Омега“» (1975, барон Георг фон Шлоссер, майор, далі полковник абверу, розвідник)
- «На всякого мудреця досить простоти» (1976, фільм-спектакль, Єгор Дмитрович Глумов)
- «Кафе „Ізотоп“» (1977, академік Коростильов)
- «А.П. Чехов. Три сестри» (1977, фільм-спектакль, Солоний)
- «Солодкоголосий птах юності» (1978, фільм-спектакль, Чанс Уейн)
- «Оксамитовий сезон» (1978, Парадьє; СРСР — Швейцарія)
- «Трактир на П'ятницькій» (1978, Сергій Миколайович Зайцев, слідчий)
- «Прощальна мазурка» / Biały mazur (1978, Польща, генерал Оржевський)
- «Повернемося восени» (1979, Кузьмін)
- «Викрадення „Савойї“» (1979, Лансьє)
- «Поема про крила» (1979, Вадим Олексійович Кирилов, з команди Сікорського)
- «Кодова назва „Південний грім“» (1980, полковник «Павел»)
- «Дочка командира» (1981, майор Крейц)
- «Лінія життя» (1981, Микола Миколайович Крумов)
- «Єдиний чоловік» (1981, Олександр Сергійович Корецький)
- «Довгий шлях у лабіринті» (1981, Костянтин Лелека; В. Левін, Одеська кіностудія)
- «Формула пам'яті» (1982, Анатолій Перфильев, співробітник НДІ пам'яті)
- «Чорний замок Ольшанський» (1983, князь Вітовт Ольшанський)
- «Повернення з орбіти» (1983, керівник польоту; реж. О. Сурин, кіностудія іме. О. Довженка)
- «Заповіт професора Доуеля» (1984, доктор Роберт Керн)
- «З ювілеєм зачекаємо» (1985, скульптор)
- «Так переможемо!» (1987, фільм-спектакль, комдив)
- «Зброя Зевса» (1991, доктор Мартін Конт; реж. М. Засєєв-Руденко, кіностудія іме. О. Довженка)
- «Плащаниця Олександра Невського» (1991, Семен Петрович Бурдюков, злочинець на прізвисько „Шаман“)
- «Казино» (1992, епізод)
- «Палій» (1992, фільм-спектакль, Вадим Борисович)
- «Слава Богу, не в Америці...» (1992, Росія—Білорусь, керуючий)
- «Постріл у труні» (1992, генерал Кагорний; реж. М. Засєєв-Руденко, кіностудія іме. О. Довженка)
- «Браві хлопці» (1993, командир повітряного дивізії, генерал; реж. М. Засєєв-Руденко, Одеська кіностудія, Україна)
- «Трагіки і комедіанти» (1995, фільм-спектакль, Іорданський, кінорежисер)
- «Чехов і К°» (1998, фільм-спектакль)
- «Спокуса Дірка Богарда» (2001, Дірк Богард)
- «Бабин Яр» (2002, Ервін Танц; реж. М. Засєєв-Руденко, О. Ковальова, кіностудія іме. О. Довженка, Україна)
- «Час жорстоких» (2004, Валентин Ніколавіч Свиридов)
- «МУР є МУР-3» (2005, Гліб Дмитрович Ферапонтів)
- «Чарівність зла» (2006, т/с, Микола Володимирович Скоблин, генерал)
- «Пером і шпагою» (2007, стара)
- «Візьми мене з собою» (2008, Микола Сергійович Каретников, батько Марго і Алли) та ін.

Озвучування
- «Майор Хубаль»/ Major Hubal(1975, Польща, Хенрік Добжанський („Хубаль“)
- «Битва за Москву» (1985, майор Гаврилов — роль Ромуалдса Анцанса)

## Театральні роботи
(рос.)
Театр «Современник»
- Генрих («Голый король» Е. Шварца)
- Кристиан («Сирано де Бержерак» Э. Ростана)

МХАТ
- «Сладкоголосая птица юности» Теннесси Уильямса — Чанс Уэйн
- «Три толстяка» Ю. Олеши — канатоходец Тибул
- «Бронепоезд 14-69» Вс. Иванова — американский солдат
- «Последние дни» ("Пушкин") М. Булгакова — Дантес
- «На всякого мудреца довольно простоты» А. Н. Островского — Глумов
- «Мария Стюарт» Ф. Шиллера — Лестер
- «Валентин и Валентина» Михаила Рощина — Гусев
- «Дядюшкин сон» Ф. М. Достоевского — Мозгляков
- «Утиная охота» А. В. Вампилова — Зилов (1982)
- «Перламутровая Зинаида» М. Рощина — Юрик
- «Бал при свечах» Г. Епифанцева по роману М. Булгакова «Мастер и Маргарита» — Понтий Пилат (реж. В. Прудкин)
- «Московский хор» Л. Петрушевской — Саша
- «Борис Годунов» А.С. Пушкина — Басманов
- «Преступление и наказание» Ф. М. Достоевского — Свидригайлов
- «Сон в летнюю ночь» Шекспира — Оберон
- «Маскарад» М. Ю. Лермонтова — Неизвестный (1996, реж. Н. Шейко)
- «Амадей» Питера Шефера — Барон Готфрид Ван Свитен, Иосиф II (постановка М. Розовского)
- «Новый американец» С. Д. Довлатова — Баскин (пост. П. Штейна)
- «Учитель словесности» В. Семеновского по роману «Мелкий бес» Ф.К. Сологуба — Его Превосходительство (2003, реж. Н. Шейко)
- «Тутиш» М. Брусникиной по рассказу Алексея Торка «Пенсия» — Али (2007, пост. М. Брусникиной)